# يورغن ينسن (دراج)
يورغن جنسن (بالدنماركية: Jørgen Jensen)‏ هو دراج دنماركي، ولد في 6 يناير 1947 في أودنسه في الدنمارك، وتوفي بنفس المكان في 4 مارس 2015.

## وصلات خارجية
- يورغن جنسن على موقع أوليمبيديا (الإنجليزية)